# روبرت فينش
روبرت هتشينسون فينش (بالإنجليزية: Robert Finch)‏ (9 أكتوبر 1925 - 10 أكتوبر 1995) هو سياسي جمهوري من لا كانادا فلينتريدج، كاليفورنيا. في عام 1967، شغل نائب منصب الحاكم الثامن والثلاثين لولاية كاليفورنيا. تم تعيينه وزيرا للصحة والتعليم والرعاية الاجتماعية في عام 1969، بعد انتصار ريتشارد نيكسون في انتخابات الرئاسة عام 1968. وكان مستشارا للرئيس من 1970 حتى 1972. ترشح لانتخابات مجلس الشيوخ الأمريكي عن ولاية كاليفورنيا في عام 1976، ولكنه خسر في سباق الحزب الجمهوري الابتدائي أمام سي صامويل هاياكاوا.

## روابط خارجية
- روبرت فينش على موقع مونزينجر (الألمانية)
- روبرت فينش على موقع إن إن دي بي (الإنجليزية)